# Интелли (мини-футбольный клуб)
«Интелли», либо АДК «Интелли», либо «Санту-Андре Интелли» (порт. Associação Desportiva Classista Intelli; Santo André Futsal/Intelli), до 2016 года также известный как «Орландия» (порт. Orlândia) — бразильский мини-футбольный клуб из города Санту-Андре, штат Сан-Паулу. Двукратный (2012, 2013 гг.) чемпион Бразилии.

## История
«Классовое спортивное общество „Интелли“» было образовано по инициативе Винченцо Спедикато, основателем и президентом Группы Intelli, которая производит электрооборудование и располагается в Орландии.
Мини-футбольная команда добилась первого значимого успеха только в начале XXI века, в 2003 году став первой командой из интериора (глубинки), выигравшей чемпионат штата Сан-Паулу. После этого «Интелли» ещё дважды становился чемпионом штата — в 2010 и 2011 годах.
В 2011 году чемпионом Бразилии стал «Сантос», мини-футбольная команда которого была образована в начале того же года. Однако у клуба не было средств на дальнейшее финансирование команды и её пришлось закрыть. После этого из чемпионского состава некоторые игроки перешли в «Интелли», включая одного из сильнейших игроков в истории мирового мини-футбола Фалкао. Вместе с ним «Интелли» дважды подряд выигрывал Лигу футзала — главную лигу чемпионата Бразилии, а также в 2013 году команда выиграла клубный чемпионат Южной Америки.
В 2014 году «Интелли» вновь дошёл до финала чемпионата Бразилии, но уступил там новичку Лиги футзала, команду «Бразил Кирин», сумевшей переманить в свои ряды Фалькао.
В 2017—2018 годах команда временно проводила домашние матчи в городе Сан-Себастьян-ду-Параизу в штате Минас-Жерайс, продолжая при этом играть в чемпионате штата Сан-Паулу. В 2019 году вернулась в родной штат, но в город Санту-Андре.

## Достижения
- Чемпион штата Сан-Паулу (3): 2003, 2010, 2011
- Чемпион Бразилии (2): 2012, 2013
- Вице-чемпион Бразилии (1): 2014
- Финалист Чаши Бразилии (1): 2011
- Победитель Клубного чемпионата Южной Америки (1): 2013

## Известные игроки
- Винисиус (2012—2014)
- Фалкао (2012—2013)
- Гитта (2008—2015)